# Camellia Bowl 2022
Match précédent Match suivant
Le Camellia Bowl 2022 est un match de football américain de niveau universitaire joué après la saison régulière de 2022, le 27 décembre 2022 au Cramton Bowl situé à Montgomery dans l'État d'Alabama aux États-Unis. 
Il s'agit de la 9e édition du Camellia Bowl.
Le match met en présence l'équipe des Eagles de Georgia Southern issue de la Sun Belt Conference et l'équipe des Bulls de Buffalo issue de la Mid-American Conference.
Il débute à 10 h 2 locales (19 heures en France) et est retransmis à la télévision par ESPN.
Buffalo gagne le match sur le score de 23 à 21. 

## Présentation du match
Il s'agit de la 1re rencontre entre les deux équipes.
| Équipes | Couleurs | Conférences | Entraîneurs                       | Stats. saison rég. | Classements avant le bowl | Classements avant le bowl | Classements avant le bowl |
| --- | -------- | ----------- | --------------------------------- | ------------------ | ------------------------- | ------------------------- | ------------------------- |
| Équipes | Couleurs | Conférences | Entraîneurs                       | Stats. saison rég. | CFP                       | AP                        | Coaches                   |
| Eagles de Georgia Southern                                                                                        |          | Sun Belt    | Clay Helton (en) (1re saison)     | 6 - 6              | NC                        | NC                        | NC                        |
| Bulls de Buffalo                                                                                                  |          | MAC         | Maurice Linguist (en) (2e saison) | 6 - 6              | NC                        | NC                        | NC                        |
| - Arbitre : Luke Richmond (American) - Équipe donnée favorite par les bookmakers : Georgia Southern par 3½ points |          |             |                                   |                    |                           |                           |                           |

### Eagles de Georgia Southern
Avec un bilan global en saison régulière de 6 victoires et 6 défaites (3-5 en matchs de conférence), Georgia Southern est éligible et accepte l'invitation pour participer au Camellia Bowl 2022.
Ils terminent 4e de la Division East de la Sun Belt Conference derrière Coastal Carolina, James Madison et Marshall.
À l'issue de la saison 2022 (bowl non compris), ils n'apparaissent pas dans les classements CFP, AP et Coaches.
Il s'agit de leur 2e participation au Camellia Bowl :
| Saisons | Dates            | Vainqueurs             | Scores  | Finalistes                    | Bilan     |
| ------- | ---------------- | ---------------------- | ------- | ----------------------------- | --------- |
| 2018    | 15 décembre 2018 | Georgia Southern (9-3) | 23 - 21 | Eastern Michigan Eagles (7-5) | V : 1 - 0 |

| Logo     | Postes                                            | Joueurs                                           | Statistiques                                                       |
| -------- | ------------------------------------------------- | ------------------------------------------------- | ------------------------------------------------------------------ |
|          | Quarterback                                       | Kyle Vantrease                                    | 342/558 passes réussies pour 3 895 yards, 25 TDs, 15 interceptions |
| Coureur  | Jalen White                                       | 162 courses pour 915 yards nets gagnés et 11 TDs  |                                                                    |
| Receveur | Amare Jones                                       | 35 réceptions pour 483 yards et 6 TDs             |                                                                    |
| Effectif | Listing et statistiques du roster 2022 des Eagles | Listing et statistiques du roster 2022 des Eagles |                                                                    |

### Bulls de Buffalo
Avec un bilan global en saison régulière de 6 victoires et 6 défaites (5-3 en matchs de conférence), Buffalo est éligible et accepte l'invitation pour participer au Camellia Bowl 2022.
Ils terminent 2e de la Division East de la Mid-American Conference derrière Ohio.
À l'issue de la saison 2022 (bowl non compris), ils n'apparaissent pas dans les classements CFP, AP et Coaches.
Il s'agit de leur 2e participation au Camellia Bowl :
| Saisons | Dates            | Vainqueurs    | Scores  | Finalistes                        | Bilan     |
| ------- | ---------------- | ------------- | ------- | --------------------------------- | --------- |
| 2020    | 25 décembre 2020 | Buffalo (5-1) | 17 - 10 | Thundering Herd de Marshall (7-2) | V : 1 - 0 |

| Logo     | Postes                                           | Joueurs                                          | Statistiques                                                      |
| -------- | ------------------------------------------------ | ------------------------------------------------ | ----------------------------------------------------------------- |
|          | Quarterback                                      | Cole Snyder                                      | 250/423 passes réussies pour 2 765 yards, 17 TDs, 8 interceptions |
| Coureur  | Mike Washington                                  | 143 courses pour 606 yards nets gagnés et 8 TDs  |                                                                   |
| Receveur | Justin Marshall                                  | 57 réceptions pour 710 yards et 8 TDs            |                                                                   |
| Effectif | Listing et statistiques du roster 2022 des Bulls | Listing et statistiques du roster 2022 des Bulls |                                                                   |